# Delta Center
El Delta Center es un pabellón deportivo situado en la ciudad de Salt Lake City, Utah, en los Estados Unidos, propiedad de Ryan Smith. Se terminó de construir en 1991 y fue inaugurado el 4 de octubre de ese mismo año. Es el recinto en el que juega sus partidos como local el equipo de Utah Jazz de la NBA y el equipo de Utah Mammoth de la NHL.

## Historia
Originalmente el estadio se denominaba Delta Center, en referencia a Delta Air Lines, que tiene un centro de conexiones en Salt Lake City. La empresa de desechos nucleares EnergySolutions fue patrocinador titular desde 2006 hasta 2015. Desde entonces lleva el nombre de la empresa de seguridad Vivint.
El pabellón estaba originariamente pensado para 20 000 asientos, que sirviera de terreno local para los equipos de Utah Jazz y de los Salt Lake Golden Eagles, un equipo de las ligas menores de hockey sobre hielo. Reemplazó al ya demolido Salt Palace, que contaba con 12 616 localidades. La financiación corrió a cargo del empresario de Utah Larry H. Miller, comenzando las obras el 22 de mayo de 1990, siendo inaugurado el 4 de octubre de 1991. El coste total ascendió a 93 millones de dólares.
El primer partido que se disputó en él fue el disputado entre los Golden Eagles y los Peoria Rivermen, el 16 de octubre de 1991, mientras que el primer partido de baloncesto fue uno de pretemporada entre los Jazz y los New York Knicks, con victoria de estos últimos por 101-95.
Diversos acontecimientos de importancia se han celebrado en él, como los torneos de baloncesto masculino de la Western Athletic Conference entre 1993 y 1995, el All-Star Game de 1993 y de 2023, el campeonato de Estados Unidos de Patinaje artístico sobre hielo en 1999, así como diversas pruebas de los Juegos Olímpicos de Salt Lake City 2002.
En agosto de 1999 el techo de la instalación se vio seriamente dañado por un tornado, costando su reparación casi 4 millones de dólares.
Vivint compró los derechos del nombre de arena en octubre de 2015 y pasó a llamarse Vivint Smart Home Arena. En agosto de 2020, se eliminó el título de "Smart Home" pasando a llamarse únicamente Vivint Arena.
El 14 de enero de 2023, Delta Air Lines y el Jazz llegaron a un acuerdo sobre el nombre del recinto, el cual volverá a llamarse Delta Center a partir del 1° de julio de 2023.

## Galería

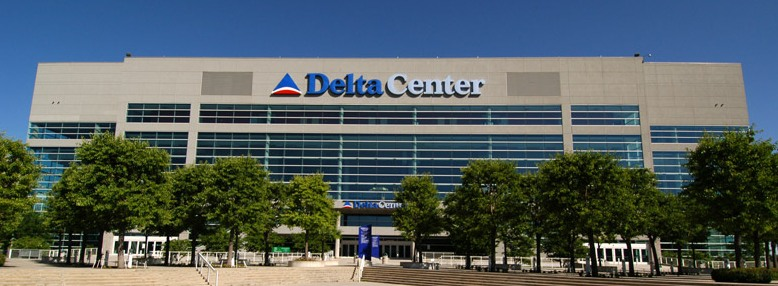
Delta Center
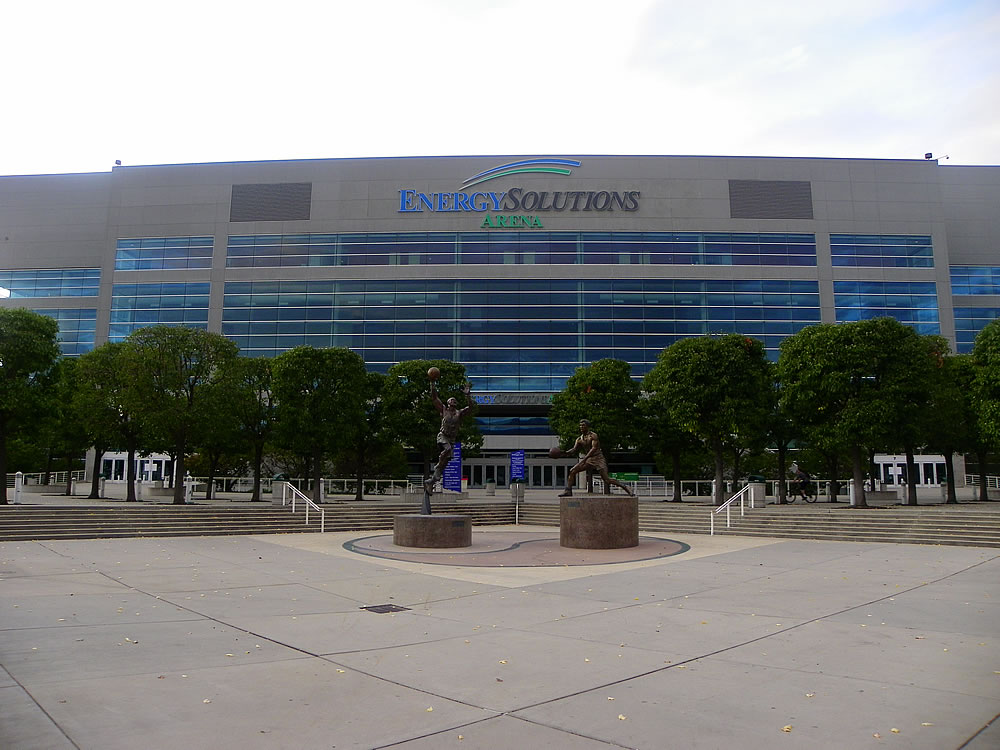
Energy Solutions Arena
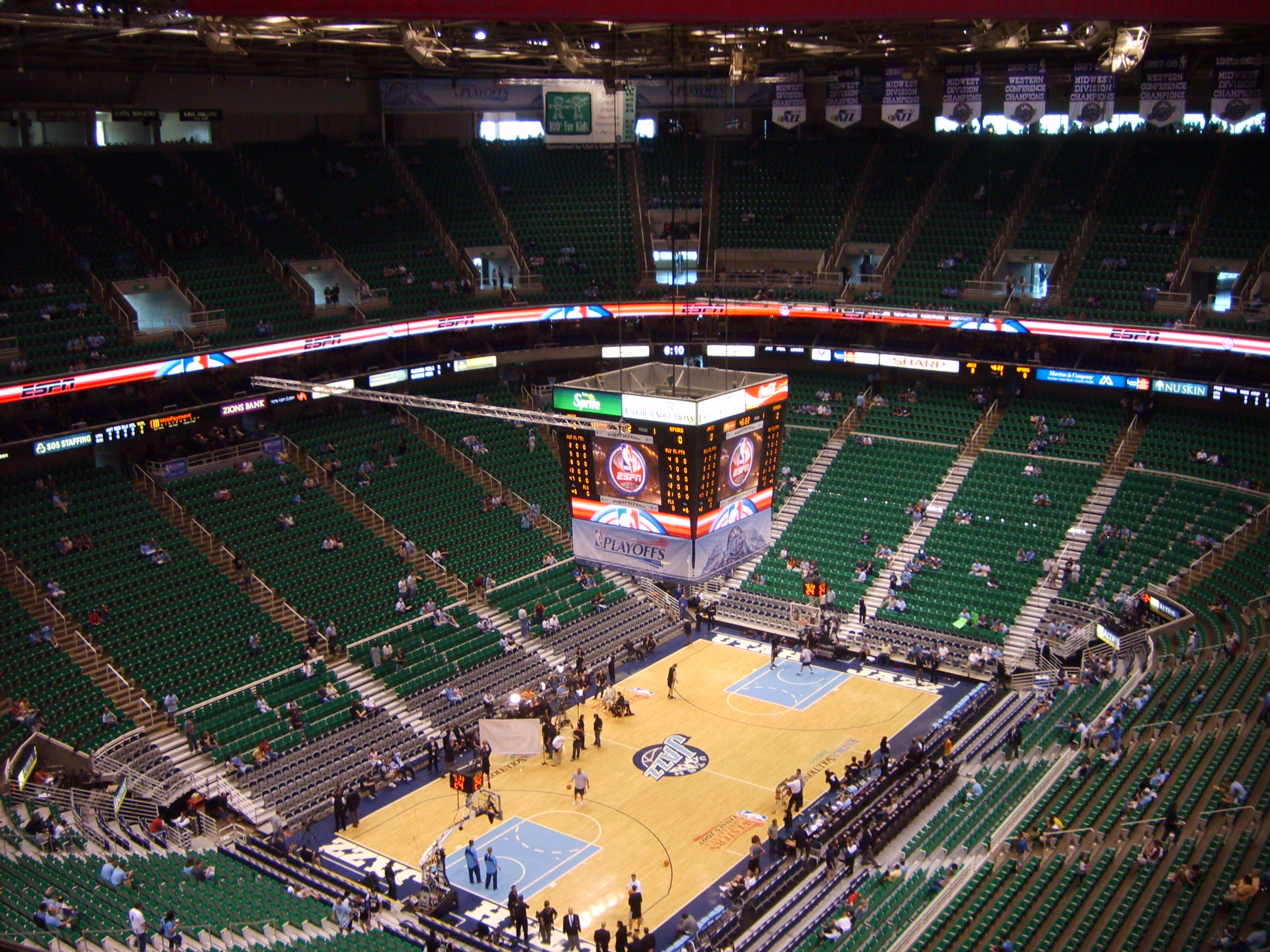
Interior del pabellón